# Michel Bacos
Michel Bacos (Egipto, 23 de mayo de 1924-Niza, Francia, 26 de marzo de 2019) fue el capitán del vuelo 139 de Air France cuando el avión fue secuestrado el 27 de junio de 1976 por terroristas palestinos y alemanes. El secuestro, por parte del Frente Popular para la Liberación de Palestina (PFLP), fue parte de una campaña internacional del terrorismo palestino.

## Secuestro
Su vuelo del Airbus A300 partió de Tel Aviv y se dirigía de Atenas a París con Bacos en los controles. Varios minutos durante el vuelo, Bacos escuchó gritos y rápidamente se dio cuenta de que el avión había sido secuestrado. Bacos se vio obligado a reconducir el avión, a punta de pistola. Más tarde recordó: "El terrorista tenía su arma apuntando continuamente a mi cabeza y de vez en cuando me apuntaba en el cuello para no mirarlo. Solo podíamos obedecer las órdenes de los terroristas". Bacos se vio obligado a girar el avión hacia el sur a Benghazi (Libia), para reabastecerse de combustible, y posteriormente se vio obligado a volar en dirección sureste. Finalmente, aterrizó el avión en Entebbe (Uganda), con solo veinte minutos más de combustible.
Los terroristas liberaron a los 148 pasajeros no judíos y se ofrecieron a liberar a Bacos y su tripulación. Se sentían obligados a permanecer en el avión y se negaban a irse. Se quedaron atrás con los rehenes judíos. Los cautivos fueron liberados en una incursión de un comando israelí conocida como Operación Entebbe, y Bacos quedó aturdido en el ataque.

## Premios y jubilación

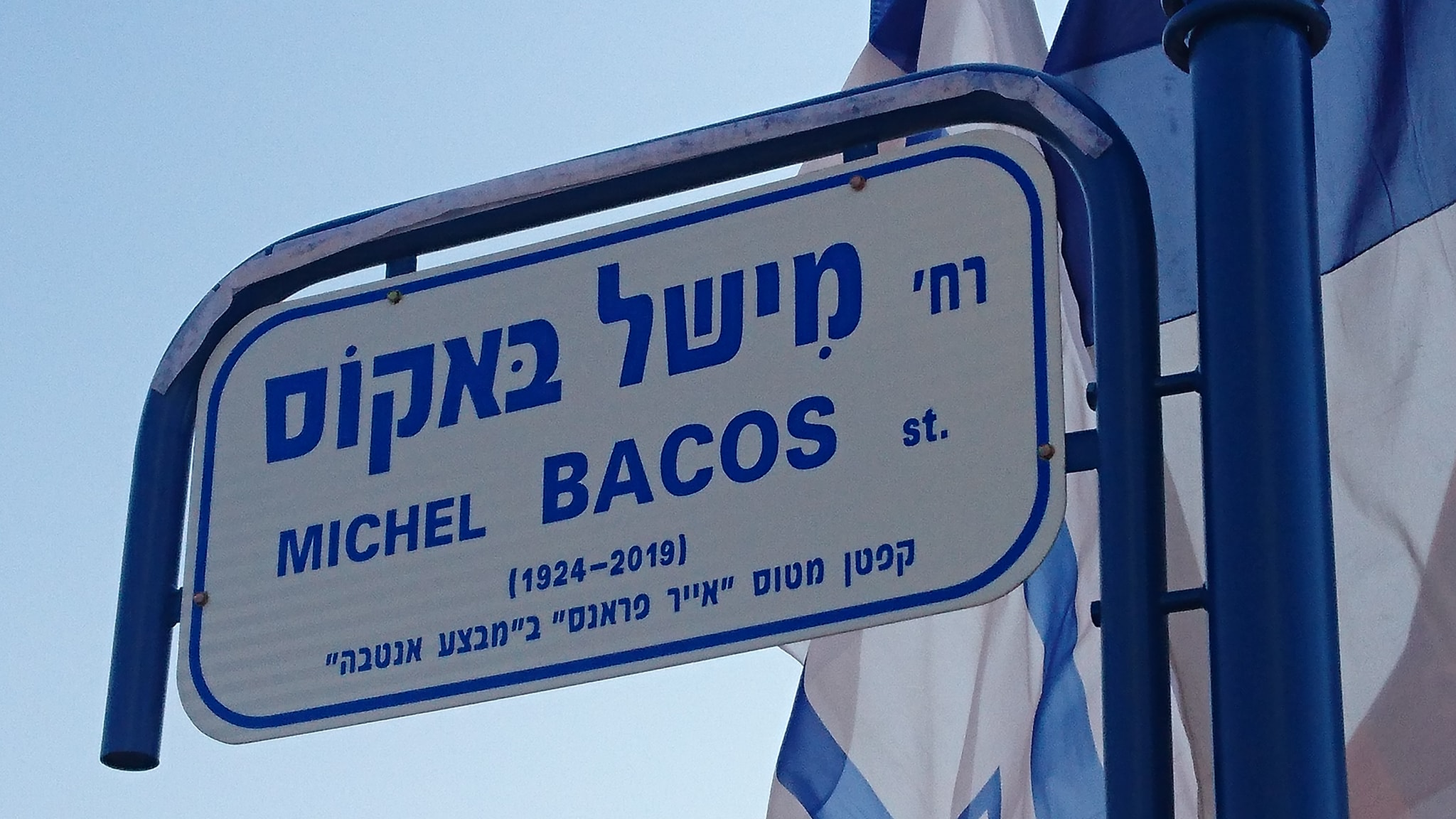
Un cartel callejero que lleva el nombre de Michelle en Kos en Netanya

En 1976, el presidente de Francia le otorgó a Bacos la Orden Nacional de la Legión de Honor, la más alta condecoración de Francia. El gobierno israelí otorgó a Bacos y su tripulación medallas por heroísmo, por negarse a dejar atrás a los pasajeros judíos. En junio de 2008, Bacos recibió el premio B'nai B'rith International "Ménoras d'Or" (Menorah dorada) en Cannes (Francia.) Bacos se retiró de Air France en 1982 y residió en Niza (Francia) con su esposa a partir de 2006. En ese momento, tenía siete nietos.

## Películas
- 1977 : Mivtsa Yonatan, interpretada por Henri Czarniak.
- 1977 : Raid en Entebbe, interpretado por Eddie Constantine[15]
- 2000 : Operation Thunderbolt: Entebbe,[16] interpretado por el propio Michel Bacos (documental)
- 2018 : 7 Días en Entebbe,[17] interpretado por Brontis Jodorowsky